# Куадра, Фернандо
Фернандо Куадра Пинто (исп. Fernando Cuadra; 1927, Ранкагуа — 31 мая 2020, Сантьяго) — чилийский писатель
, драматург и педагог. Один из видных деятелей национального театра Чили. Действительный член Чилийской академии языка (1977).

## Биография
До 1944 года обучался в Педагогической школе в Сантьяго, получил специальность преподаватель испанского языка и философии.
Работал преподавателем в школе и университете, был деканом факультета искусств Чилийского университета. Читал лекции в Католическом университете Чили, Папском католическом университете Вальпараисо, Национальной школе-интернате Баррос Арана и других.

## Творчество
Литературную деятельность начал в конце 1940-х годов. Автор лирических, историко-костумбристских и общественно-критических пьес. Создал около шестидесяти произведений, начиная с «Пяти ящериц» (1943). Писал эссе на театральные и поэтические темы.
В пьесе «Мать-земля» (1957), проникнутой глубокой симпатией к труженикам деревни, автор бичует продажность суда и полиции. Среди других пьес Ф. Куадра «Элиос» (1953), «Неизвестная» (1954), «Возвращение домой» (1956), «Их принесли в жертву» (1959). Одна из самых известных его работ — «Девушка в яме» (1968), в основу которой легло реальное событие: похищение подростка в Сантьяго. История была представлена на экране Альфредо Рейтсом в 1990 году в художественном фильме
Основатель и директор Профессионального института театра Ла Каса (Instituto Profesional de Teatro La Casa) в Сантьяго.
Дважды становился лауреатом премии «Экспериментальный театр» Чилийского университета. Награждён Муниципальной премией Сантьяго в области литературы (1968).

## Избранные произведения
- Cinco lagartos (1943)
- La encrucijada (1945)
- Las Medeas (1948)
- La ciudad de Dios (1949)
- Las murallas de Jericó (1950)
- Elisa (1953, комедия)
- La desconocida (1954, философская драма)
- La vuelta al hogar (1956, социальная драма)
- Doña Tierra (драма, 1956)
- El diablo está en Machalí (1958, Костумбристская драма)
- El mandamás (мелодрама, 1958)
- Los sacrificados (1959, социальная драма)
- Rancagua 1814 (1960, историческая драма)
- Los avestruces (социальная драма, 1962)
- El oso en la trampa (1964, трагикомедия)
- Pan amargo (1964, драма)
- Laura en los infiernos (1964-65, трагикомедия)
- La niña en la palomera (1965, драма)
- Fin de curso (1967, трагикомедия)
- Con el sol en las redes (1969)